# Les Noces de porcelaine
Pour plus de détails, voir Fiche technique et Distribution.
Les Noces de porcelaine est un film franco-allemand réalisé par Roger Coggio, sorti en 1975.

## Synopsis
Un couple invite dans sa demeure quelques amis pour fêter son anniversaire de mariage. La réunion vire au règlement de comptes.

## Fiche technique
- Titre original : Les Noces de porcelaine
- Réalisation : Roger Coggio
- Scénario et dialogues : Roger Coggio, Pierre Philippe, Bernard-G. Landry
- Décors : Michel de Broin
- Costumes : Françoise Deleu
- Photographie : Jean Boffety
- Cadrage : Christian Guillouet
- Son : Antoine Bonfanti
- Montage : Raymonde Guyot
- Musique : Alain Goraguer
- Production : Simone Allouche, Roger Coggio, Wolfdieter von Stein
- Producteur délégué : Henri Jacquillard
- Sociétés de production : Les Films Simone Allouche (France), Gerland Productions (France), TIT Filmproduktion (Allemagne)
- Sociétés de distribution : Twentieth Century Fox-Lira Films (France)[1], Gaumont (France)[2], Artédis (vente à l'étranger)[3]
- Pays d'origine :  France,  Allemagne de l'Ouest[2],[1]
- Langue originale : français
- Format : 35 mm — couleur (Eastmancolor) — 1.66:1 — monophonique
- Genre : comédie dramatique
- Durée : 108 minutes
- Date de sortie : France, 21 mai 1975
- Classification CNC : interdit aux –16 ans[Note 1] (visa d'exploitation no 43214 délivré le 17 mars 1975)

## Distribution
- Jean-François Rémi : Bruno
- Colette Teissèdre : Jeanne
- Mylène Demongeot : Julia
- Paul Guers : Michel
- Françoise Giret : Cécile
- Michel de Ré : Brice
- Christine Lelouch : Juliette
- Pierre Blaise : Gérard
- Michel Bardinet : Serge
- Gilles Béhat : Mathieu
- Jacques Portet : Robert
- Sybil Danning : Héléna
- Sabine Glaser : Nathalie

## Tournage
Période de prises de vue : 9 septembre au 28 octobre 1974.